# Pungkit (Moyo Utara)
Pungkit is een bestuurslaag in het regentschap Sumbawa van de provincie West-Nusa Tenggara, Indonesië. Pungkit telt 1292 inwoners (volkstelling 2010).